# 吳轅
吳轅（1502年—？），字子庸，浙江杭州府仁和縣民籍紹興府餘姚縣人，明朝政治人物。

## 生平
浙江鄉試第三名舉人。嘉靖十四年（1535年）中式乙未科會試第十七名，登第三甲第一百一十名進士。

## 家族
曾祖吳宗海；祖父吳志昱；父吳敬之。前母沈氏；母胡氏。具庆下。